# Palang Prachachon
Le Palang Prachachon (abrégé PP ; thaï : พลังประชาชน ; officiellement en anglais : People Power ; littéralement en français Pouvoir du peuple) est un ancien parti politique thaïlandais éphémère mais majeur dans la vie politique thaïlandaise, entre 2007 et 2008.
Fondé originellement en 1998 par Karnt Thiankaew (th), le parti est, à l'issue de la dissolution par la Cour constitutionnelle du Thai Rak Thai (TRT) en 2007, son de facto successeur, avec la majorité des membres de l'ancien parti qui y adhèrent.
Devenu chef du parti en août 2007, Samak Sunthorawet, ancien député, ministre, vice-Premier ministre et gouverneur de Bangkok jusqu'en 2004, mène le parti à la victoire lors des élections législatives de décembre de la même année et forme par la suite une coalition entre cinq autres partis pour parvenir à une majorité absolue à la Chambre des représentants. Après seulement sept mois au pouvoir, Samak Sunthorawet, contraint de démissionner en septembre 2008 à la suite de sa destitution par la Cour constitutionnelle, cède le pouvoir à Somchai Wongsawat.
En décembre 2008, le chef adjoint du parti, Yongyuth Tiyapairat (th), accusé de fraude électorale aux élections de 2007, amène le parti à être dissous par la Cour constitutionnelle. La majeure partie des anciens membres se tournent vers le Pheu Thai, tandis que d'autres, notamment avec d'anciens membres du Parti démocrate neutre lui aussi dissous par la même cour, rejoignent la Fierté thaïe.

## Historique

### Débuts (1998–2007)
Le parti est fondé par le militaire Karnt Thiankaew (th) et est enregistré auprès de la Commission électorale le 9 novembre 1998.
Le Palang Prachachon reste cependant extra-parlementaire pendant de nombreuses années, bien que présentant des candidats dans plusieurs élections, notamment celles du gouverneur de Bangkok en 2000 ou 2004, ou encore celles législatives en 2001 ou 2005.
Le parti parvient cependant à remporter trois sièges lors de second tours organisées dans les premières et troisièmes circonscriptions de la province de Krabi, ainsi que dans la deuxième circonscription de Trang à la suite des élections législatives de 2006,, qui sont ensuite invalidées. Dans le même temps, un autre candidat pour un second tour organisé dans la deuxième circonscription de Songkhla est disqualifié par la Commission électorale pour s'être présenté en tant que candidat de liste du parti.

### Successeur duThai Rak Thai(2007–2008)

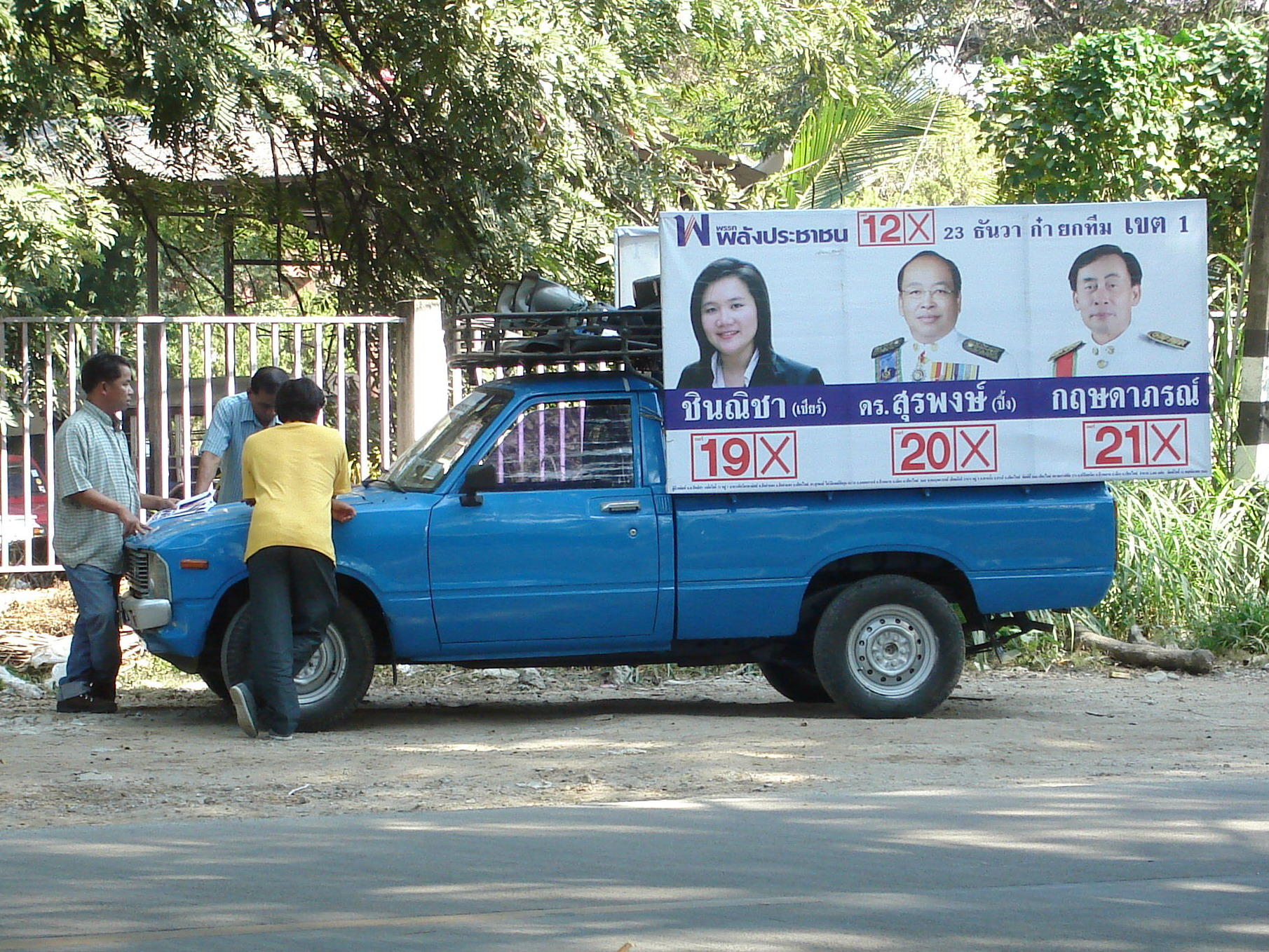
Véhicule de campagne pour les candidats du Palang Prachachon, dans la première circonscription de Chiang Mai.

Le 30 mai 2007, la Cour constitutionnelle annonce dissoudre le Thai Rak Thai (TRT), ancien parti majoritaire au pouvoir entre 2001 et 2006 et anciennement mené par Thaksin Shinawatra, et révoquer par la même occasion l'éligibilité à la politique pour cinq ans pour 111 anciens membres du conseil exécutif du parti (dont Thaksin Shinawatra, Sudarat Keyuraphan, Somkid Jatusripitak, Suriya Juangroongruangkit, Phumitham Wechayachai, Tewan Liptapallop ou encore Anutin Charnvirakul).
Le 28 juillet 2007, la majorité des membres du TRT non bannis de la vie politique annoncent leurs décisions d'adhérer au Palang Prachachon,. Lors d'une assemblée générale le 24 août, Samak Sunthorawet, en s'auto-proclamant le « candidat » de Thaksin Shinawatra, est élu chef du parti. Il est décidé le même jour des changements de la politique du parti, du logo, ainsi que du siège.
Lors des élections législatives organisées en décembre 2007, le Palang Prachachon remporte 233 sièges à la Chambre des représentants, dont 199 sièges en circonscriptions et 34 sièges de liste.
Après la nomination de Samak Sunthorawet en tant que Premier ministre le 29 janvier 2008, un gouvernement de coalition est formé avec cinq autres partis, comprenant notamment la Nation thaïe, le Parti démocrate neutre et le Parti unifié du développement national thaïlandais le 6 février.
Samak Sunthorawet est destitué de son poste de Premier ministre par la Cour constitutionnelle le 9 septembre à la suite de sa participation dans deux émissions télévisées, ce qui constituait une violation de deux articles dans la Constitution. Somchai Wongsawat lui succède peu après à la tête du gouvernement et du parti.

### Dissolution
Le 2 décembre 2008, le Palang Prachachon est dissous par la Cour constitutionnelle, qui révoque également l'éligibilité à la vie politique pour cinq ans pour 37 des membres du comité exécutif du parti.
Certains anciens députés du parti rejoignent ainsi le Pheu Thai comme successeur de facto du Palang Prachachon, tandis que d'autres adhèrent à d'autres partis, comme la Fierté thaïe (22 députés), Pour la Nation (5 députés), l'Action sociale (4 députés), Matuphum (3 députés) ou encore le Parti démocrate (1 député).

## Historique des dirigeants

### Chefs
- Karnt Thiankaew (th) (30 décembre 1998 – 29 janvier 2003)
- Suthaphorn Thiankaew (7 février 2003 – 23 août 2007)
- Samak Sunthorawet (24 août 2007 – 30 septembre 2008)
- Somchai Wongsawat (par intérim, 30 septembre – 2 décembre 2008)

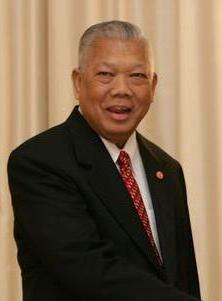
Samak Sunthorawet (2007–2008)
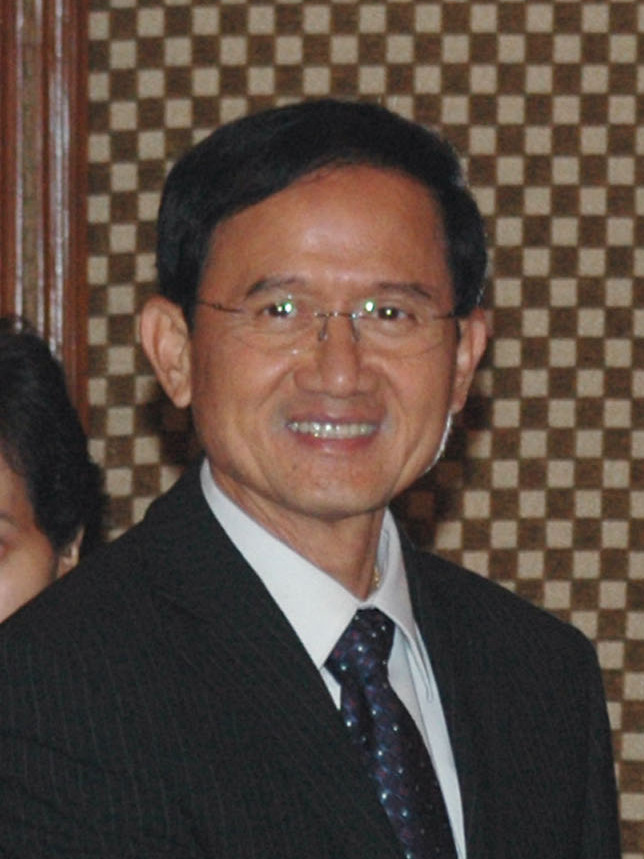
Somchai Wongsawat (septembre–décembre 2008)

## Résultats électoraux

### Élections législatives
| Année | Tête de liste        | Voix       | Voix       | %     | %     | Sièges    | Statut                                            | Gouvernement           |
| Année | Tête de liste        | SM         | SP         | SM    | SP    | Sièges    | Statut                                            | Gouvernement           |
| ----- | -------------------- | ---------- | ---------- | ----- | ----- | --------- | ------------------------------------------------- | ---------------------- |
| 2001  | Karnt Thiankaew (th) |            |            |       |       | 0 / 500   | Extra-parlementaire                               | Extra-parlementaire    |
| 2005  | Karnt Thiankaew (th) | 0 / 500    |            |       |       |           | Extra-parlementaire                               | Extra-parlementaire    |
| 2006  | Suthaphorn Thiankaew |            | 305 015    |       |       | 3 / 500   | Élection invalidée                                | Élection invalidée     |
| 2007  | Samak Sunthorawet    | 26 293 456 | 12 338 903 | 36,21 | 41,08 | 233 / 500 | Majorité relative (majorité absolue en coalition) | Sunthorawet, Wongsawat |

### Élections locales

#### Gouverneur de Bangkok
| Année | Candidat                  | Voix    | %     | Rang  | Statut |
| ----- | ------------------------- | ------- | ----- | ----- | ------ |
| 2000  | Karnt Thiankaew (th)      | 1 613   |       | 11e   | Battu  |
| 2004  | Karun Chandransu (th)     | 11 070  | 8e    | Battu |        |
| 2008  | Praphat Chongsongwan (th) | 543 488 | 25,19 | 2e    | Battu  |